# Remzi Musaoğlu
Remzi Musaoğlu (* 25. Januar 1965 in Kirdjali, Bulgarien) ist ein ehemaliger türkischer Ringer. Er war Europameister 1993 im freien Stil im Bantamgewicht.

## Werdegang
Remzi Musaoğlu wurde als Mitglied der türkischen Minderheit in Bulgarien geboren. Dort begann er 1977 auch mit dem Ringen. Der 1,65 Meter große Athlet startete als Erwachsener immer im Bantamgewicht, der Gewichtsklasse bis zu 57 kg Körpergewicht. Er rang nur im freien Stil. Über seine Laufbahn als Ringer in Bulgarien ist nur soviel bekannt, dass er in diesen Jahren nicht der bulgarischen Nationalmannschaft angehörte und deshalb auch bei keinen internationalen Meisterschaften am Start war.
1990 emigrierte er in die Türkei und gehörte dort sofort zu den besten türkischen Freistilringern im Bantamgewicht. Er wurde Mitglied des Istanbul Gemi Sanayi Kulübünde, einem Firmenklub und dort von Osman Alanbey und in der Nationalmannschaft von Ismail Nizamoğlu trainiert.
Bereits 1991 wurde er in Stuttgart Vize-Europameister im Bantamgewicht, wobei er hier offensichtlich sogar um den Europameistertitel betrogen worden ist. In der Fachzeitschrift Der Ringer, Nr. 5/1991, Seite 13 heißt es dazu: "Um es kurz zu machen: Der Sowjetmensch Bagautdin Umachanow erhielt den Titel geschenkt, weil der Türke Remzi Musaoğlu von einem unfähigen Mattenleiter um zwei Punkte betrogen wurde (im Finale)."
Bei der Weltmeisterschaft 1991 in Warna schied Remzi Musaoğlu mit einer Niederlage schon im ersten Kampf aus und belegte nur den 19. Platz.
Bei der Europameisterschaft 1992 in Kaposvár wurde er im Bantamgewicht im Finale erneut von Bagautdin Umachanow mit 5:3 techn. Punkten geschlagen, wobei dieses Mal alles mit rechten Dingen zugegangen zu sein schien.  Bei den Olympischen Spielen 1992 in Barcelona verfehlte Remzi Musaoğlu mit dem 4. Platz knapp eine Medaille. Dabei hatte er den Einzug in das Finale durch eine Punktniederlage gegen den späteren Olympiasieger Alejandro Puerto Díaz verpasst. Im Kampf um die Bronzemedaille musste er sich dem Südkoreaner Kim Jong-sik geschlagen geben.
Im Jahre 1993 gelang ihm dann endlich der erste Titelgewinn. Er wurde in Istanbul Europameister vor Weltmeister Sjarhej Smal aus Belarus und Abdulasis Asisow aus Kirgisistan. Im Finale schlug er dabei Smal mit 5:2 techn. Punkten. Bei der Weltmeisterschaft dieses Jahres in Toronto war er nicht am Start.
Bei der Europameisterschaft 1994 in Rom scheiterte Remzi Musaoğlu schon in seinem Pool durch eine Niederlage gegen Nazim Aliosanow aus Aserbaidschan und kam dadurch nur auf den 9. Platz.
Nach dieser Meisterschaft kam er zu keinen Einsätzen bei internationalen Meisterschaften mehr. Der türkische Ringerverband vertraute im Bantamgewicht künftig aus Ismail Zurnacci, Muharrem Demiregen und Harun Doğan. Remzi Musaoğlu, der ein Sportlehrerstudium abgeschlossen hatte, wurde Ringertrainer in Izmir.

## Internationale Erfolge
(OS = Olympische Spiele, WM = Weltmeisterschaft, EM = Europameisterschaft, F = freier Stil. Ba = Bantamgewicht, damals bis 57 kg Körpergewicht)
- 1990, 3. Platz, Großer Preis der Bundesrepublik Deutschland in Saarbrücken, F, Ba, hinter Alissultan Alissultanow, UdSSR u. Zoran Šorov, Jugoslawien, vor Béla Nagy, Ungarn u. Laszlo Miklosch, BRD;
- 1991, 1. Platz, "Yasar-Dogu"-Turnier in Istanbul, F, Ba, vor Matin Topaktaş u. Ahmet Ak, bde. Türkei;
- 1991, 2. Platz, EM in Stuttgart, F, Ba, hinter Bagautdin Umachanow, UdSSR u. vor Zoran Šorov, Jürgen Scheibe, BRD u. Alben Kumbarow, Bulgarien;
- 1991, 19. Platz, WM in Warna, F, Ba, Sieger: Sjarhej Smal, UdSSR vor Brad Penrith, USA u. Oveis Mallahi, Iran;
- 1992, 2. Platz, EM in Kaposvár, F, Ba, hinter Bagautdin Umachanow u. vor Rumen Pawlow, Bulgarien, Zoran Šorov u. Jürgen Scheibe;
- 1992, 4. Platz, OS in Barcelona, F, Ba, hinter Alejandro Puerto Díaz, Kuba, Sjarhej Smal, GUS u. Kim Jong-sik, Südkorea, vor Rumen Pawlow u. Kendall Cross, USA;
- 1993, 2. Platz, "Yasar-Dogu"-Turnier in Istanbul, F, Ba, hinter Talgat Isabajew, Kasachstan u. vor Serhij Tschitschkin, Ukraine;
- 1993, 1. Platz, EM in Istanbul, F, Ba, vor Sjarhej Smal, Belarus, Abdulasis Asisow, Kirgisistan, Giorgis Petrov, Griechenland u. Bogdan Ciufulescu, Rumänien;
- 1994, 9. Platz, EM in Rom, F, Ba, Sieger: Anutschawa Sachakjan, Armenien vor Bagautdin Umachanow, Russland u. Aslanbek Fidarow, Ukraine